# NGC 3549
NGC 3549 est une galaxie spirale située dans la constellation de la Grande Ourse. NGC 3549 a été découverte par l'astronome germano-britannique William Herschel en 1789.

## Caractéristiques
La classe de luminosité de NGC 3549 est III et elle présente une large raie HI. Selon la base de données Simbad, NGC 3549 est une galaxie LINER, c'est-à-dire une galaxie dont le noyau présente un spectre d'émission caractérisé par de larges raies d'atomes faiblement ionisés.

### Distance
Sa vitesse par rapport au fond diffus cosmologique est de3 038 ± 13 km/s, ce qui correspond à une distance de Hubble de 44,8 ± 3,1 Mpc (∼146 millions d'al).
À ce jour, 26 mesures non basées sur le décalage vers le rouge (redshift) donnent une distance de 36,996 ± 7,511 Mpc (∼121 millions d'al), ce qui est à l'intérieur des valeurs de la distance de Hubble. Notons cependant que c'est avec la valeur moyenne des mesures indépendantes, lorsqu'elles existent, que la base de données NASA/IPAC calcule le diamètre d'une galaxie et qu'en conséquence le diamètre de NGC 3549 pourrait être d'environ 44,9 kpc (∼146 000 al) si on utilisait la distance de Hubble pour le calculer. 

### Galaxie isolée
C'est aussi possiblement une galaxie du champ, c'est-à-dire qu'elle n'appartient pas à un amas ou un groupe et qu'elle est donc gravitationnellement isolée.